# Plagionotulus sylvaticus
Plagionotulus sylvaticus är en skalbaggsart som beskrevs av Hintz 1911. Plagionotulus sylvaticus ingår i släktet Plagionotulus och familjen långhorningar.
Artens utbredningsområde är Togo. Inga underarter finns listade i Catalogue of Life.